# Lonnie Walker
Lonnie Walker IV (ur. 14 grudnia 1998 w Reading) – amerykański koszykarz, występujący na pozycji rzucającego obrońcy, aktualnie zawodnik Brooklyn Nets.
W 2015 zajął czwarte miejsce podczas turnieju Nike Global Challenge. W 2017 wystąpił w meczach wschodzących gwiazd – McDonald's All-American, Jordan Brand Classic. W drugim z wymienionych spotkań został wybrany MVP, wspólnie z Brianem Bowenem. Oprócz tego nagrodzono go tytułem najlepszego zawodnika szkół średnich stanu Pensylwania (Mr. Pennsylvania Basketball, Pennsylvania Gatorade Player of the Year - 2016).
6 lipca 2022 został zawodnikiem Los Angeles Lakers. 10 lipca 2023 dołączył do Brooklyn Nets.

## Osiągnięcia
Stan na 16 września 2023, na podstawie, o ile nie zaznaczono inaczej.
NCAA
- Uczestnik turnieju NCAA (2018)
- Wybrany do:
  - I składu najlepszych pierwszorocznych zawodników konferencji Atlantic Coast (ACC – 2018)
  - składu honorable mention All-ACC (2018)
- Najlepszy pierwszoroczny zawodnik tygodnia ACC (11.12.2018)